# Залом (архітектура)

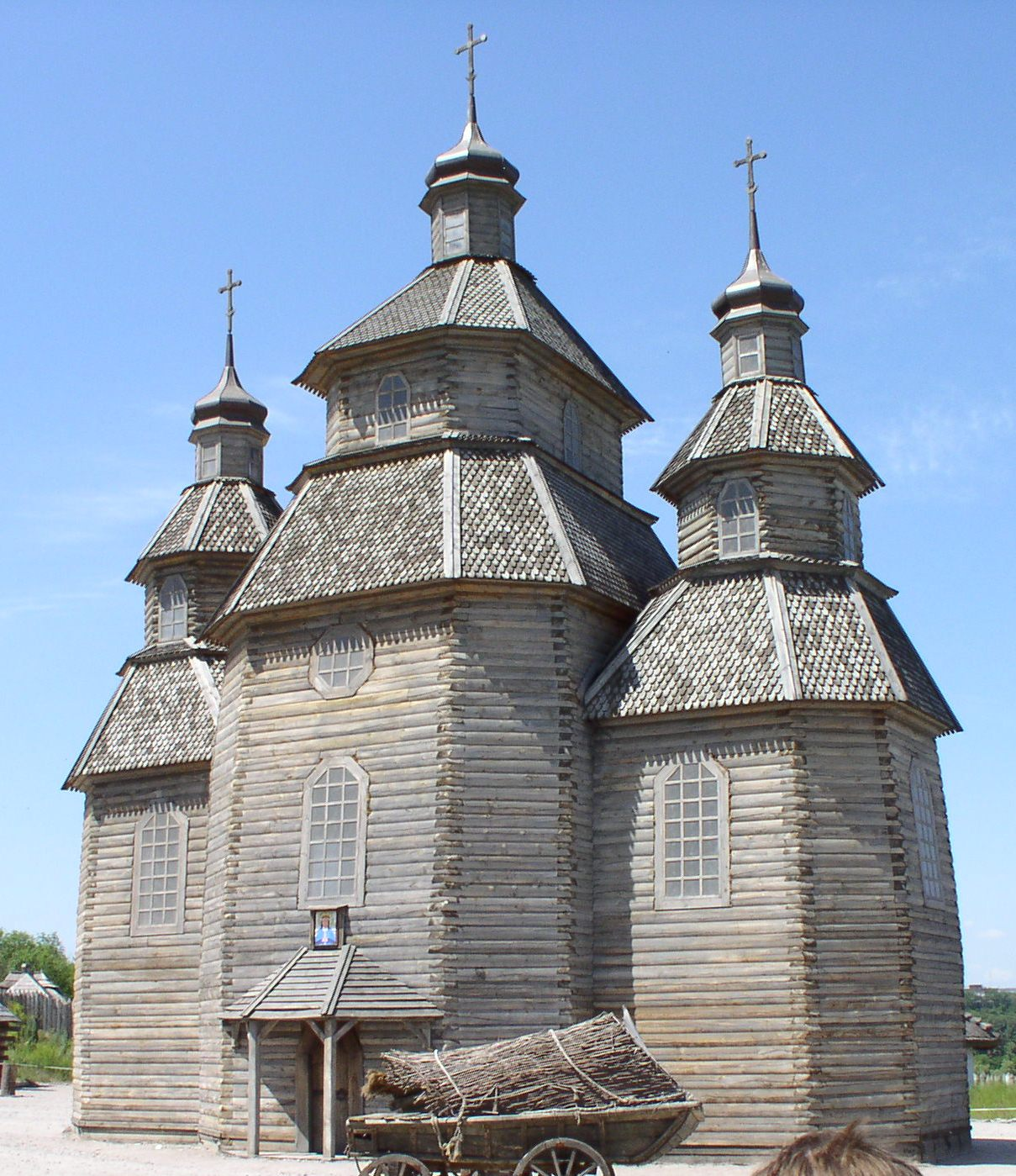
Дах із заломами.

Зало́м — архітектурний елемент сакральної дерев'яної будівлі, уступ на даху чи верху багатоярусної споруди, створений сполученням зрізаної піраміди і вертикального зрубу.
Залом існує тільки в українській архітектурі. Його винайшли українські зодчі у XV ст. Зруб накривають пірамідальним верхом; на цю зрізану піраміду ставлять вертикальний зруб, накритий пірамідальним зрубленим склепінням. Ця комбінація похилих і вертикальних частин верху української дерев'яної церкви і є заломом.